# 프르미에르 리그
프르미에르 리그(프랑스어: Première Ligue)은 프랑스의 최상위 여자 축구 리그로 1974년에 프랑스 축구 연맹(FFF)에 의해 설립되었으며 하위 리그로는 스공드 리그(Seconde Ligue)가 있다.

## 진행 방식
프르미에르 리그는 홈 앤 어웨이 방식의 리그전으로 진행되어 한 팀당 22경기를 치르며 프르미에르 리그에서 가장 낮은 성적을 기록한 2팀은 스공드 리그로 강등되고 스공드 리그에서 가장 높은 성적을 기록한 2팀은 프르미에르 리그로 승격된다. 그리고 2023-24 시즌부터는 1위부터 4위팀까지 4강 플레이오프에 진출하여 우승팀을 결정짓는 방식으로 변경되었으며 우승팀은 UEFA 여자 챔피언스리그 본선 조별리그로, 준우승팀은 UEFA 여자 챔피언스리그 예선 2라운드로, 3위팀은 UEFA 여자 챔피언스리그 예선 1라운드로 직행한다.

## 2019-20 시즌 참가 팀
- FC 지롱댕 드 보르도 (FC Girondins de Bordeaux) - 보르도 (르부스카)
- 디종 FCO (Dijon FCO) - 디종
- EA 갱강 (En Avant de Guingamp) - 갱강 (생브리외)
- FC 플뢰리 91 (FC Fleury 91) - 플뢰리메로지
- 파리 FC (Paris FC) - 비리샤티용 (봉두플)
- 몽펠리에 HSC (Montpellier HSC) - 몽펠리에
- 올랭피크 리옹 (Olympique Lyonnais) - 리옹 (데신샤르피외)
- 올랭피크 드 마르세유 (Olympique de Marseille) - 마르세유
- FC 메스 (FC Metz) - 알그랑주
- 파리 생제르맹 FC (Paris Saint-Germain FC) - 파리
- 스타드 드 랭스 (Stade de Reims) - 랭스
- ASJ 소요 (ASJ Soyaux) - 소요